# Cratere Stuart
Stuart  è un cratere sulla superficie di Venere. Deve il proprio nome a Maria Stuarda (in inglese Mary Stuart, in gaelico scozzese Màiri Stiùbhart), regina di Scozia fra il 1542 e il 1567. 